# 프란시스코 하비에르 우리아
프란시스코 하비에르 알바레스 우리아(스페인어: Francisco Javier Álvarez Uría, 1950년 2월 1일, 아스투리아스 주 히혼 ~)는 스페인의 전 축구 선수로, 현역 시절 좌측 수비수로 활약했다.

## 클럽 경력
아스투리아스 주 히혼 출신인 우리아는 라 리가 경기에 11시즌 동안 뛰었는데, 오비에도 소속으로 활약한 1972–73 시즌에 처음으로 1부 리그에서 활약했다. 이듬해에 소속 구단이 강등당하면서, 자국 리그의 거함 레알 마드리드로 둥지를 옮겨 마드리드에서 3년을 보내면서 2년 동안 적지 않은 출전 기회를 얻어 몇 차례 우승을 거두었다.
1977년, 27세의 우리아는 오비에도의 이웃 구단인 스포르팅 히혼으로 이적하여 주전으로 활약하면서 소속 구단이 세 차례 리그에서 상위 5위 내 성적을 거두도록 돕고, UEFA컵에 4번 진출시켰다. 그는 세군다 디비시온에 속한 친정 구단으로 복귀해 1년을 더 활약하고 34세의 나이로 은퇴하였다.

## 국가대표팀 경력
우리아는 7년 동안 스페인 국가대표팀에서 활약하면서 14경기에 출전하였고, 1978년 FIFA 월드컵과 UEFA 유로 1980에서 자국을 대표로 참가했다. 그의 첫 국가대표팀 경기는 1973년 10월 21일, 자그레브에서 열린 유고슬라비아와의 1974년 FIFA 월드컵 예선전 경기였다. 결과는 0-0으로 끝나면서 양국의 승점이 동일했기에, 플레이오프전 끝에 본선국이 가려지게 되었으나, 불행히도 0-1로 패하면서 예선에서 탈락했다.

## 수상
레알 마드리드
- 라 리가: 1974–75, 1975–76
- 코파 델 헤네랄리시모: 1974–75